# GSC4046-97
GSC4046-97 — хімічно пекулярна зоря спектрального класу B9, що має видиму зоряну величину в смузі V приблизно 10,0.